# Оријак
Оријак (фр. Aurillac) насеље је и општина у централној Француској у региону Оверња, у департману Кантал која припада префектури Оријак.
По подацима из 2011. године у општини је живело 27.338 становника, а густина насељености је износила 950,56 становника/km². Општина се простире на површини од 28,76 km². Налази се на средњој надморској висини од 622 метара (максималној 867 m, а минималној 573 m).

## Демографија
| 1962.  | 1968.  | 1975.  | 1982.  | 1990.  | 2011.  |
| ------ | ------ | ------ | ------ | ------ | ------ |
| 24.563 | 28.226 | 30.863 | 30.963 | 30.773 | 27.338 |